# Молдавија на Зимским олимпијским играма 1998.
Молдавији је ово било друго учешће на Зимским олимпијским играма. Делегацију Молдавије, на Зимским олимпијским играма 1988. у Нагану (Јапан), представљало је двоје такмичара који су се такмичили у биатлону.
Заставу Молдавије на церемонијама отварања Олимпијских игара 1998. носио је биатлонац Јон Букса.
Олимпијски тим Молдавије је остао у групи екипа које нису освојале олимпијске медаље.

## Учесници по спортовима
| Спорт     | Мушкарци | Жене | Укупно |
| --------- | -------- | ---- | ------ |
| Биатлон   | 1        | 1    | 2      |
| Укупно(1) | 1        | 1    | 2      |

## Биатлон

### Мушкарци
| Такмичар  | Дисциплина  | Резултати | Резултати | Резултати | Резултати     | Детаљи |
| Такмичар  | Дисциплина  | Време     | Промашаји | Заостатак | Пласман/учес. | Детаљи |
| --------- | ----------- | --------- | --------- | --------- | ------------- | ------ |
| Јон Букса | Спринт      | 36:33,8   | 6         | +9:17,6   | 68 / 68       |        |
| Јон Букса | Појединачно | 1.11:27,5 | 6         | +15:1,1   | 70 / 71 (72)  |        |

### Жене
| Такмичар       | Дисциплина  | Резултати | Резултати | Резултати | Резултати     | Детаљи |
| Такмичар       | Дисциплина  | Време     | Промашаји | Заостатак | Пласман/учес. | Детаљи |
| -------------- | ----------- | --------- | --------- | --------- | ------------- | ------ |
| Елена Горохова | Спринт      | 28:21,5   | 5         | +5:13,5   | 62 / 64       |        |
| Елена Горохова | Појединачно | 1.9:18,1  | 9         | +14:26,1  | 62 / 64       |        |